# 小行星10591
小行星10591（10591 Caverni）是一颗绕太阳运转的小行星，为主小行星带小行星。该小行星于1996年8月13日发现。

## 轨道参数
小行星10591的轨道半长轴为2.6241683 UA，离心率为0.016。